# El arte de la cocina francesa
El arte de la cocina francesa (título original: Mastering the Art of French Cooking) es un libro de cocina de  gastronomía francesa en dos volúmenes escrito por las francesas Simone Beck y Louisette Bertholle; y la estadounidense Julia Child. El libro fue escrito para el mercado estadounidense y publicado por Knopf en 1961 el primer volumen y en 1970 el volumen 2. El éxito del volumen 1 hizo que Julia Child tuviera su propio programa de televisión, The French Chef, uno de los primeros programas de cocina de la televisión estadounidense. El historiador David Strauss afirmó en 2011 que la publicación de El arte de la cocina francesa «hizo más que cualquier otro acontecimiento en el último medio siglo para remodelar la escena gastronómica».

## Historia
Después de la Segunda Guerra Mundial, el interés por la cocina francesa aumentó considerablemente en Estados Unidos. A finales de la década de 1940 y 1950, los estadounidenses interesados en preparar platos franceses tenían pocas opciones. La revista Gourmet ofrecía mensualmente recetas francesas a sus suscriptores, y a lo largo de la década de 1950 se publicaron varias docenas de libros de cocina francesa. Sin embargo, estas recetas se tradujeron directamente del francés y, por lo tanto, estaban pensadas para un público francés de clase media que estaba familiarizado con las técnicas culinarias francesas, tenía acceso a los ingredientes franceses más comunes y, que a menudo, tenía sirvientes que le cocinaban.
A principios de la década de 1950, Simone Beck y Louisette Bertholle, profesoras de cocina francesa que se habían formado en Le Cordon Bleu, buscaron capitalizar el mercado estadounidense de libros de cocina franceses y escribieron y publicaron en 1952 un pequeño libro de recetas para el público estadounidense, What's Cooking in France. A finales de la década de 1950, Beck y Bertholle estaban interesadas en escribir una guía completa de cocina francesa que atrajera a los cocineros domésticos estadounidenses de clase media. Ambas querían contar con un socio de habla inglesa que les ayudara a conocer la cultura estadounidense, a traducir su obra al inglés y llevarlo a los editores estadounidenses, por lo que invitaron a colaborar a su amiga Julia Child, que también había estudiado en Le Cordon Bleu. con ellos en un libro titulado provisionalmente French Cooking for the American Kitchen (Cocina francesa para la cocina americana). El libro de cocina resultante, El arte de la cocina francesa, resultó innovador y desde entonces se ha convertido en una guía estándar para la comunidad culinaria.
Beck, Bertholle y Child querían distinguir su libro de otros en el mercado al enfatizar en la precisión de las instrucciones y las medidas en sus recetas, y en la autenticidad siempre que fuera posible. Después de crear prototipos de platos en su escuela de cocina de París, L' École des trois gourmandes, Child verificaba que los ingredientes estuvieran disponibles en una tienda de comestibles estadounidense promedio; si no lo estaban, sugería una sustitución y comenzaban de nuevo el proceso de creación de prototipos con el ingrediente sustituido, a veces haciendo traer ingredientes de Estados Unidos para realizar sus pruebas. Si bien Beck, Bertholle y Child querían que todas las recetas fueran lo más auténticas posible, estaban dispuestas a adaptarse a los paladares y las técnicas culinarias estadounidenses. Child había observado al principio del proceso que los estadounidenses se "asustarían" por demasiados ingredientes caros, como las trufas negras, y que esperarían que el brócoli, que no es especialmente popular en Francia, se sirva con muchas comidas, y se hicieron ajustes para adaptarse a estos gustos. Los cocineros domésticos estadounidenses de la época momento también estaban eran más propensos a utilizar aparatos como prensas de ajo y batidoras que los cocineros franceses, por lo que Child insistió en que se incluyeran instrucciones suplementarias para los cocineros que utilizaran esos aparatos junto con las instrucciones normales.
El arte de la cocina francesa Volumen 1 se publicó originalmente en 1961 después de algunas dificultades iniciales. Beck, Bertholle y Child firmaron inicialmente un contrato con la editorial Houghton Mifflin, pero ésta se desinteresó del proyecto. Child recordó que un editor le dijo: «Los estadounidenses no quieren una enciclopedia, quieren cocinar algo rápido, con una mezcla». Beck, Bertholle y Child se negaron a realizar los cambios solicitados en el manuscrito, y Houghton Mifflin abandonó el proyecto y escribió que el libro, tal como estaba, sería "demasiado formidable para el ama de casa estadounidense». Judith Jones de Alfred A. Knopf se interesó en el manuscrito tras su rechazo. Después de pasar varios años en París, Jones se mudó a Nueva York, donde se sintió frustrada por los limitados ingredientes y recetas comúnmente disponibles en Estados Unidos. Jones pensó que el manuscrito ofrecería un salvavidas a las mujeres de clase media, como ella, que estaban interesadas en aprender a cocinar cocina francesa en Estados Unidos, y predijo que El arte de la cocina francesa «hará por la cocina francesa aquí en Estados Unidos. lo que The Joy of Cooking hizo para la cocina [estadounidense] estándar". Si bien Jones estaba entusiasmada con el libro, Knopf tenía pocas expectativas e invirtió muy poco en su promoción. Para generar interés en el libro, y sin el apoyo de Knopf, Child apareció en varios programas de entrevistas matutinos en 1961 para mostrar recetas, que luego citó como el impulso para su propio programa de cocina, The French Chef.
El volumen 1 fue un gran éxito y el trabajo en el volumen 2 comenzó alrededor de 1964, como una colaboración entre Simone Beck y Julia Child, pero no con Louisette Bertholle. A finales de 1960, Beck y Child se sintieron frustradas con Bertholle porque sentían que no había contribuido lo suficiente a El arte de la cocina francesa como para merecer la coautoría y un tercio de las ganancias del libro, y querían que Knopf cambiara el título «por Simone Beck y Julia Child con Louisette Bertholle". Beck argumentó que "es malo para el libro que ella se presente como autora, ya que en realidad no cocina lo suficientemente bien o no sabe lo suficiente», y que Bertholle solo debería tener derecho al 10 % de las ganancias (frente al 45 % de Beck y Child). Finalmente, el contrato con la editorial exigía que Bertholle figurara como coautora, y el reparto final de las ganancias fue del 18 % para Bertholle y del 41 % para Beck y Child cada una. Esta disputa dejó a Bertholle muy disgustada y efectivamente rompió la asociación profesional con Beck y Child.
El volumen 2 amplió ciertos temas de interés que no se habían cubierto tan completamente como las tres habían planeado en el primer volumen, particularmente la panadería. En una reseña elogiosa del volumen 1, Craig Claiborne escribió que Beck, Bertholle y Child habían omitido de manera notoria recetas de hojaldre y cruasanes, lo que hacía que su obra pareciera incompleta. El pan se convirtió en uno de los principales focos de atención del volumen 2 y en la principal fuente de tensión entre Beck y su editor, Knopf. Knopf temía que las recetas de pan que estaban probando Beck y Child fueran robadas por una editorial de la competencia, e insistió en que Beck y Child dejaran de probar las recetas en forma semipública para reducir el riesgo, a lo que Beck y Child aceptaron de mala gana.
Child se sintió cada vez más frustrada con el proyecto a medida que avanzaba el trabajo el volumen 2. No solo estaba agitada por las exigencias de la editorial, sino que se estaba cansando de trabajar con Beck, a quien consideraba que era demasiado exigente. Child también estaba enojada porque, si bien El arte de la cocina francesa había sido un éxito arrollador en Estados Unidos, prácticamente no había demanda del libro en Francia, lo que la llevó a exclamar: «Las francesas no saben nada de cocina francesa, aunque fingen saberlo todo». Su experiencia al escribir el volumen 2, junto con su continuo éxito en la televisión, llevó a Child a romper su asociación con Beck y descartar la posibilidad de un volumen 3, a pesar de que Beck, Bertholle y Child siempre habían tenido la intención de que la obra abarcara cinco volúmenes.

## Contenido
El volumen 1 abarca los conceptos básicos de la cocina francesa, logrando un equilibrio entre las complejidades de la alta cocina y los aspectos prácticos del cocinero doméstico estadounidense. Se incluyen platos tradicionales como el boeuf bourguignon, la bullabesa y el cassoulet. Este volumen ha pasado por muchas impresiones y se ha reeditado dos veces con revisiones: la primera en 1983 con actualizaciones para los cambios en la práctica de la cocina (especialmente el procesador de alimentos), y luego en 2003 como una edición del 40 aniversario con la historia del libro en la introducción. El libro de cocina incluye 524 recetas.
También se incluyen algo de repostería clásica francesa, pero la respotería recibió un tratamiento más exhaustivo en el volumen 2, publicado en 1970.

## Recepción y legado
El volumen 1 de recibió críticas abrumadoramente positivas cuando se publicó por primera vez en 1961. En el New York Times, Craig Claiborne escribió que las recetas del libro "son gloriosas, ya sean para un simple huevo en áspic o para un soufflé de pescado", y que "no es un libro para quienes tienen un interés superficial en comida... sino para quienes se deleitan fundamentalmente con los placeres de la cocina". Michael Field, que escribe para la New York Review of Books, elogió a Beck, Bertholle y Child por no limitarse a la alta cocina " y afirmó que "por una vez, la estructura arquitectónica de la cocina francesa se describe con firmeza y precisión en términos estadounidenses ". La única crítica de Field al libro fue que las autoras sugirieron el vermú seco como sustituto del vino blanco, ya que consideraba que el vermú doméstico disponible para los cocineros domésticos estadounidenses, el público objetivo del libro, era "suave y sin carácter".
A pesar de ser un libro de cocina relativamente caro, con un precio de venta de 10 dólares en 1965, el volumen 1 tuvo un gran éxito comercial, vendiendo más de 100 000 ejemplares en menos de cinco años. Según el biógrafo de Julia Child, Noel Riley Fitch, la publicación del libro cambió instantáneamente toda la industria estadounidense de libros de cocina, lo que llevó a más editores de libros de cocina pusieran el énfasis en la claridad y la precisión, y se alejaran del estilo "parlanchín y, a veces, superficial" que había tipificado los libros de cocina estadounidenses.
En salió a la venta en 1970, el volumen 2 también fue bien recibido. Los críticos elogiaron la exhaustividad del libro, pero algunos sintieron que era demasiado ambicioso para el cocinero doméstico promedio. Gael Greene, al reseñar el libro en Life, escribió que el volumen 2 era "un clásico continuado" e que hacía que el contenido del Volumen 1 pareciera "material para pasteles de barro", mientras que Raymond Sokolov escribió que "no tiene rival, el mejor libro de cocina gourmet para quienes no son chefs en la historia de los estómagos estadounidenses ". La reseña del New York Times fue mixta, ya que la crítica Nika Hazelton elogió el libro por ser "elegante y preciso", pero lo criticó por estar demasiado interesado en las minucias y la teoría para ser útil para el cocinero casero. Aprender la cocina francesa de El arte de la cocina francesa, escribió, sería similar a "aprender a conducir un automóvil teniendo el funcionamiento del motor de combustión interna descrito con todo detalle". De manera similar, Nancy Ross, del Washington Post Times Herald, argumentó que muchas de las recetas del volumen 2 consumirían demasiado tiempo, serían difíciles y costosas para el cocinero doméstico estadounidense, y señaló que la receta del pan francés que se ofrecía en el libro tenía diecinueve páginas, tardaba siete horas para completarse y requería el uso de "un ladrillo y una lámina de cemento de amianto".
La película de 2009, Julie & Julia, basada en las memorias de Child My Life in France y las memorias de Julie Powell Julie and Julia: My Year of Cooking Dangerously. El éxito de esta película, combinado con una reedición vinculada de la edición del 40.º aniversario, hizo que volviera a ser un éxito de ventas en los Estados Unidos, cuarenta y ocho años después de su publicación inicial.
La percepción de la crítica sobre el libro se ha mantenido generalmente  positiva. En 2015, The Daily Telegraph lo clasificó como el segundo mejor libro de cocina de todos los tiempos, por detrás de Nose to Tail Eating de Fergus Henderson. En un artículo publicado en 2012 por el New York Times para conmemorar el centenario de Julia Child, Julia Moskin escribió que se debe atribuir a El arte de la cocina francesa el "cambio de rumbo" en la cultura alimentaria estadounidense de 1961, cuando «las tendencias como el feminismo, la tecnología alimentaria y la comida rápida parecían dispuestas acabar con la cocina casera». Moskin agregó que, «en sus cualidades fundamentales, el libro y sus muchos sucesores en el canon de Child no están anticuados en absoluto. Sus recetas siguen siendo perfectamente escritas y sólidas y fiables». Por el contrario, en 2009, la escritora gastronómica Regina Schrambling publicó un artículo en Slate titulado "Don't Buy Julia Child's Mastering the Art of French Cooking ", donde argumentó que el libro ahora «parece abrumador en un mundo de Rachael Ray», sus  recetas son demasiado complicadas e inadecuadas para los gustos estadounidenses modernos.